# Naomis Skilsmisse
Naomis Skilsmisse er en amerikansk stumfilm fra 1916 af Allan Dwan.

## Medvirkende
- Norma Talmadge som Naomi Harmon.
- Jack W. Johnston som Frederic Harmon.
- Marie Chambers som Helen Crew.
- Ruth Darling som Louise O'Mally.
- Harry Northrup.